# SN 2005bs
SN 2005bs – supernowa typu Ia odkryta 19 kwietnia 2005 roku w galaktyce A201014-5638. W momencie odkrycia miała maksymalną jasność 17,40m.